# 刘培楠
刘培楠（1912年—1991年10月22日），男，福建福州人，中国生物化学家，曾任北京市肿瘤防治研究所生化研究室主任、教授，中国生物化学会常务理事。